# Kilometru pe oră
Kilometru pe oră (km/h) este o unitate de măsură a vitezei în SI, care indică faptul că un obiect parcurge în timp de o oră distanța de 1 kilometru. Unitatea de măsură a vitezei în SI este m/s.

## Viteze în km/h
| km/h            | Obiect                                                              |
| --------------- | ------------------------------------------------------------------- |
| 5               | Pieton                                                              |
| 20              | Biciclist                                                           |
| 25              | Motocicletă (D)                                                     |
| 50              | Limitare de viteză pentru autovehicule în localități (A, D, CH)     |
| 80              | Limitare de viteză pentru vehicule în afara localității (CH)        |
| 100             | Limitare de viteză pentru vehicule în afara localității (A, D)      |
| 120             | Limitare de viteză pentru autovehicule pe autostrăzi (CH)           |
| 130             | Viteza recomanadatăpentru autovehicoue pe autostrăzi (A, D)         |
| 50              | Limita maximă de viteză în localități din (RO)                      |
| 100             | - pe drumurile naționale deschise traficului internațional din (RO) |
| 90              | - pe celelalte categorii de drumuri în afara localităților (RO)     |
| 550             | tren rapid                                                          |
| 980             | Jumbo Jet viteza de croazieră                                       |
| 1235            | Viteza sunetului în aer la 20 °C                                    |
| 40.320          | Viteza de deplasare a Pământului (11,2 km/s)                        |
| 1.079.252.848,8 | Viteza luminii în vid                                               |

| Nume   | quetta | ronna | yotta | zetta | exa  | peta  | tera  | giga  | mega  | kilo  | hecto | deca   |
| Simbol | Q      | R     | Y     | Z     | E    | P     | T     | G     | M     | k     | h     | da     |
| Factor | 1030   | 1027  | 1024  | 1021  | 1018 | 1015  | 1012  | 109   | 106   | 103   | 102   | 101    |
| Nume   | deci   | centi | mili  | micro | nano | pico  | femto | atto  | zepto | yokto | ronto | quekto |
| Simbol | d      | c     | m     | µ     | n    | p     | f     | a     | z     | y     | r     | q      |
| Factor | 10−1   | 10−2  | 10−3  | 10−6  | 10−9 | 10−12 | 10−15 | 10−18 | 10−21 | 10−24 | 10−27 | 10−30  |